# Geovanni Deiberson Maurício
Geovanni Deiberson Maurício Gómez (Acaiaca, Minas Gerais, Brasil; 11 de enero de 1980) es un exfutbolista brasileño que jugaba como mediocampista o extremo.

## Selección nacional
Ha sido jugador internacional con la selección nacional de fútbol de Brasil, siendo convocado para la Copa América 2001.

### Participaciones en Copas del Mundo
| Mundial                                       | Sede      | Resultado        |
| --------------------------------------------- | --------- | ---------------- |
| Copa Mundial de Fútbol Juvenil                | Nigeria   | Cuartos de final |
| Fútbol en los Juegos Olímpicos de Sídney 2000 | Australia | Cuartos de final |

## Clubes
| Club                 | País           | Año       |
| -------------------- | -------------- | --------- |
| Cruzeiro             | Brasil         | 1997-1998 |
| América-MG           | Brasil         | 1998-1999 |
| Cruzeiro             | Brasil         | 1999-2001 |
| Barcelona            | España         | 2001-2003 |
| Benfica              | Portugal       | 2003-2006 |
| Cruzeiro             | Brasil         | 2006-2007 |
| Manchester City      | Inglaterra     | 2007-2008 |
| Hull City            | Inglaterra     | 2008-2010 |
| San Jose Earthquakes | Estados Unidos | 2010-2011 |
| Vitória              | Brasil         | 2011-2012 |
| América-MG           | Brasil         | 2012-2013 |
| Bragantino           | Brasil         | 2013      |

## Palmarés

### Campeonatos nacionales
| Título                | Club     | País     | Año  |
| --------------------- | -------- | -------- | ---- |
| Campeonato Mineiro    | Cruzeiro | Brasil   | 1997 |
| Campeonato Mineiro    | Cruzeiro | Brasil   | 1998 |
| Copa de Brasil        | Cruzeiro | Brasil   | 2000 |
| Copa de Portugal      | Benfica  | Portugal | 2004 |
| SuperLiga             | Benfica  | Portugal | 2005 |
| Supercopa de Portugal | Benfica  | Portugal | 2005 |

### Copas internacionales
| Título                        | Equipo              | Sede      | Año  |
| ----------------------------- | ------------------- | --------- | ---- |
| Sudamericano Sub-17           | Selección de Brasil | Paraguay  | 1997 |
| Copa Mundial de Fútbol Sub-17 | Selección de Brasil | Egipto    | 1997 |
| Recopa Sudamericana           | Cruzeiro            | Argentina | 1998 |

- Datos: Q250962
- Multimedia: Geovanni Deiberson Maurício / Q250962